# Cophotis ceylanica
Cophotis ceylanica (Cophotis) — представник роду живородних агам з родини Агамових. Інша назва «цейлонська живородна агама».

## Опис
Загальна довжина сягає 8—9 см. Голова довга і вузька, її довжина в два рази перевищує ширину, морда тупо загострена. На кінчику морди є своєрідна трубочка, яка завернута до гори. На голові є кістяні вирости. Спинна луска дуже велика, нерівна, неправильної форми, гладенька або слабко кілевата. Вдовж спини тягнеться гребінь, розмір якого по всій довжині майже однаковий. Втім він не безперервний. Потиличний гребінь у самців складається з 3—4 шипів. Гребені у самиць набагато менші. Кінцівки довгі з великою кілевою лускою. Пальці також довгі та чіпкі, четвертий з них більше за інші. Чіпкий короткий, слабко стиснений хвіст, вкритий кілевою лускою. Він здатен повертатися у будь-який бік.
Колір спини оливково-зелений зі світлими та темними плямами. Вдовж верхньої губи по плеча (з обох боків) тягнеться смуга червоно-коричневого або кремового забарвлення, на потилиці є світла пляма, також по всій передній частині спини тягнеться широка світла смуга. Горло у самців з темними смугами на кожній стороні нижньої щелепи, і темні подовжніми лініями між ними, інші нижні частини білуваті або світло-жовті, хвіст забарвлений у темні й світлі кільця, які розташовані по черзі.

## Спосіб життя
Полюбляє тропічні, вологі ліси у гірській місцині. Зустрічається на висоті 1300 м над рівнем моря. Ховається у дуплах. Харчується комахами, рослинною їжею.
Це яйцеживородна ящірка. Самиця з травня по серпень народжує 4-5 дитинчат розміром 4,7-5 мм.

## Розповсюдження
Це ендемік о. Шрі-Ланка. Мешкає у гірському масиві центральної частини острова.